# 哈红黎
哈红黎，回族，中华人民共和国政治人物、全国脱贫攻坚先进个人。

## 生平
哈红黎任紫阳县脱贫攻坚领导小组办公室常务副主任。因在脱贫攻坚战中作出突出贡献，2021年2月25日全国脱贫攻坚总结表彰大会上，哈红黎被授予“全国脱贫攻坚先进个人”。2022年4月，任紫阳县乡村振兴局局长。